# 310-319
De jaren 310-319 (van de christelijke jaartelling) zijn een decennium in de 4e eeuw.

## Belangrijke gebeurtenissen

### Romeinse Rijk

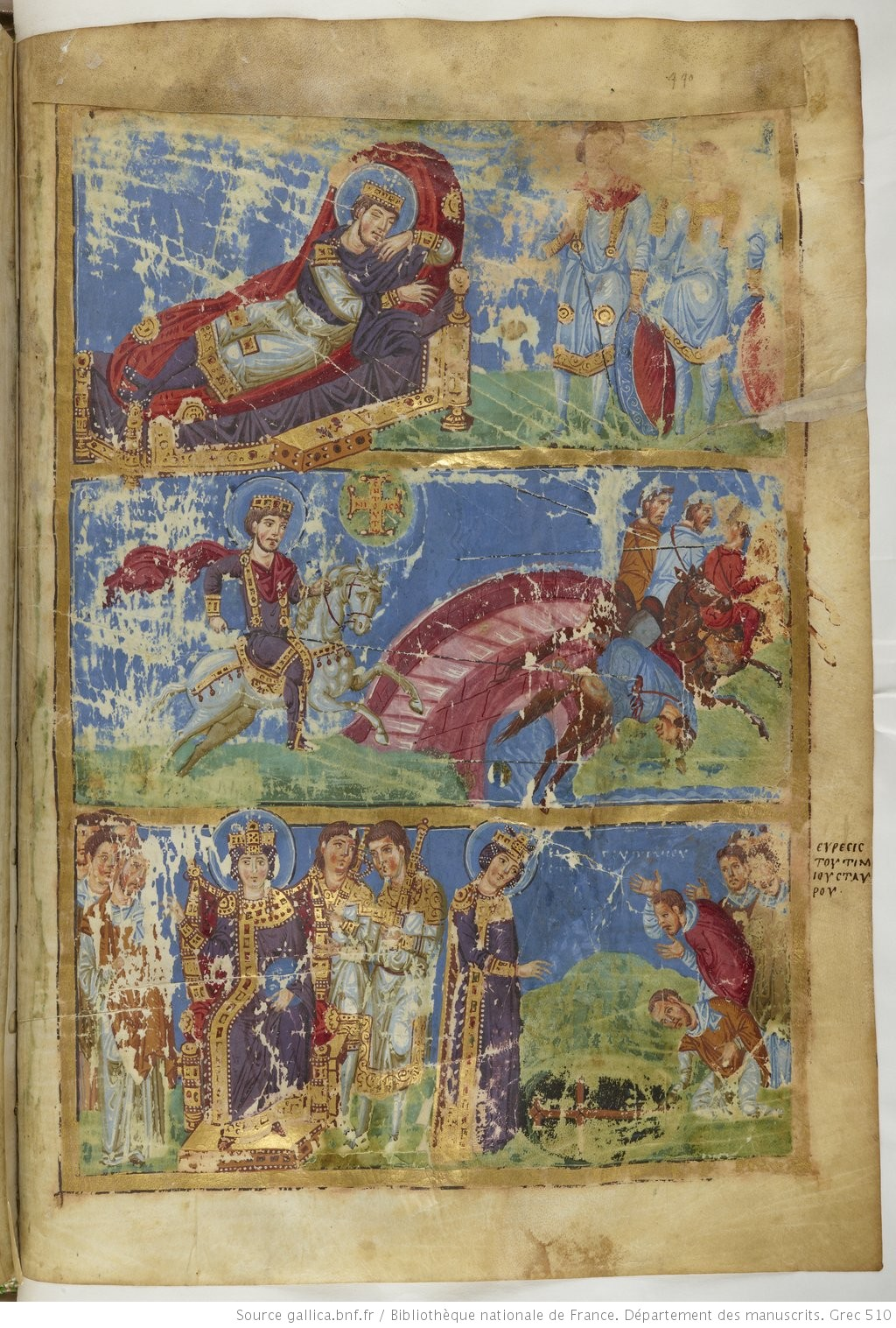
Droom van Constantijn de Grote en de Slag bij de Milvische Brug

- 310 : Keizer Maximianus wordt gedwongen zelfmoord te plegen.
- 311 : Keizer Galerius sterft en wordt opgevolgd door Maximinus II Daia.
- 312 : Slag bij de Milvische Brug. Constantijn trekt op tegen Maxentius, en verslaat hem en lijkt zich te verzoenen met Licinius.
- 313 : Slag bij Adrianopel. Maximinus II Daia trekt op tegen Licinius. Hij verovert Byzantium, maar wordt door Licinius verslagen. Hierdoor blijven er slechts twee keizers over: Constantijn in het westen en Licinius in het oosten.
- 314 of 316 : Slag bij Cibalae. Tussen Constantijn en Licinius komt het echter ook weer tot spanningen. Constantijn wint, maar Licinius blijft aan als keizer. Wel moet hij gebied afstaan aan Constantijn.
- 317 : Slag bij Campus Ardiensis. De twee keizers treffen elkaar opnieuw. Hierna was er zeven jaar vrede tussen de beide keizers.

### Christendom
- 311 : Edict van Nicomedia. Keizer Galerius beëindigt vlak voor zijn dood, de christenvervolgingen in het Romeinse Rijk. Kerken mochten weer worden opgebouwd.
- 313 : Edict van Milaan. Keizers Constantijn en Licinius laten de vrijheid van godsdienst toe. De christenen krijgen dan volledige geloofsvrijheid.
- 314 : Het Concilie van Arles. Constantijn de Grote wil duidelijkheid in het theologische conflict tussen de Rooms-Katholieke Kerk en de donatisten, vooral actief in Noord-Afrika. Een vergelijk lijkt niet mogelijk en het donatisme wordt veroordeeld.
- 319 : De heilige Nino kerstent Georgië.

### China
- Periode van de Zestien Koninkrijken. Liu Cong van het Han Zhao-rijk verslaat twee keer de Jinkeizers Huai in 311 en Min in 316. De eerste keer leidt dit tot een verplaatsing van de hoofdstad van Luoyang naar Chang'an, de tweede keer tot het einde van de westelijke Jindynastie. Vluchtelingen van de verslagen keizerlijke familie stichten echter in Jiankang de nieuwe Oostelijke Jin-dynastie.

## Heersers

### Europa
- Romeinse Rijk
  - westen: Constantijn de Grote (306-337)
  - oosten: Licinius (308-323)
  - tegenkeizer: Maxentius (306-312)

### Azië
- Armenië: Tiridates III (298-330)
- China (Jin-dynastie): Jin Huaidi (307-311), Jin Mindi (313-316), Jin Yuandi (317-323)
- Japan (traditionele datum): Ojin (280-310), Nintoku (313-399)
- Perzië (Sassaniden): Shapur II (309-379)

### Religie
- paus: Eusebius (309-310), Miltiades (311-314), Silvester I (314-335)
- patriarch van Alexandrië: Petrus I (300-311), Achillas (312-313), Alexander I (313-328)
- patriarch van Antiochië: Tyrannion (304-314), Vitalis (314-320)

<< · 310 · 311 · 312 · 313 · 314 · 315 · 316 · 317 · 318 · 319 · >>
<< · 300-309 · 310-319 · 320-329 · 330-339 · 340-349 · 350-359 · 360-369 · 370-379 · 380-389 · 390-399 · >>